# 氷川神社 (目黒区大橋)
氷川神社（ひかわじんじゃ）は、東京都目黒区大橋にある神社。上目黒氷川神社、大橋氷川神社とも称される。

## 由緒
当神社は天正年間（1573年～1592年）に当地の旧家加藤氏が甲斐国・上野原の産土神をこの地にむかえたものであるといわれている。その後、明治11年（1878年）に上目黒1-8にあった浅間神社を当神社に遷座、明治45年（1912年）に北野神社を合祀したものといわれている。

### 目黒富士

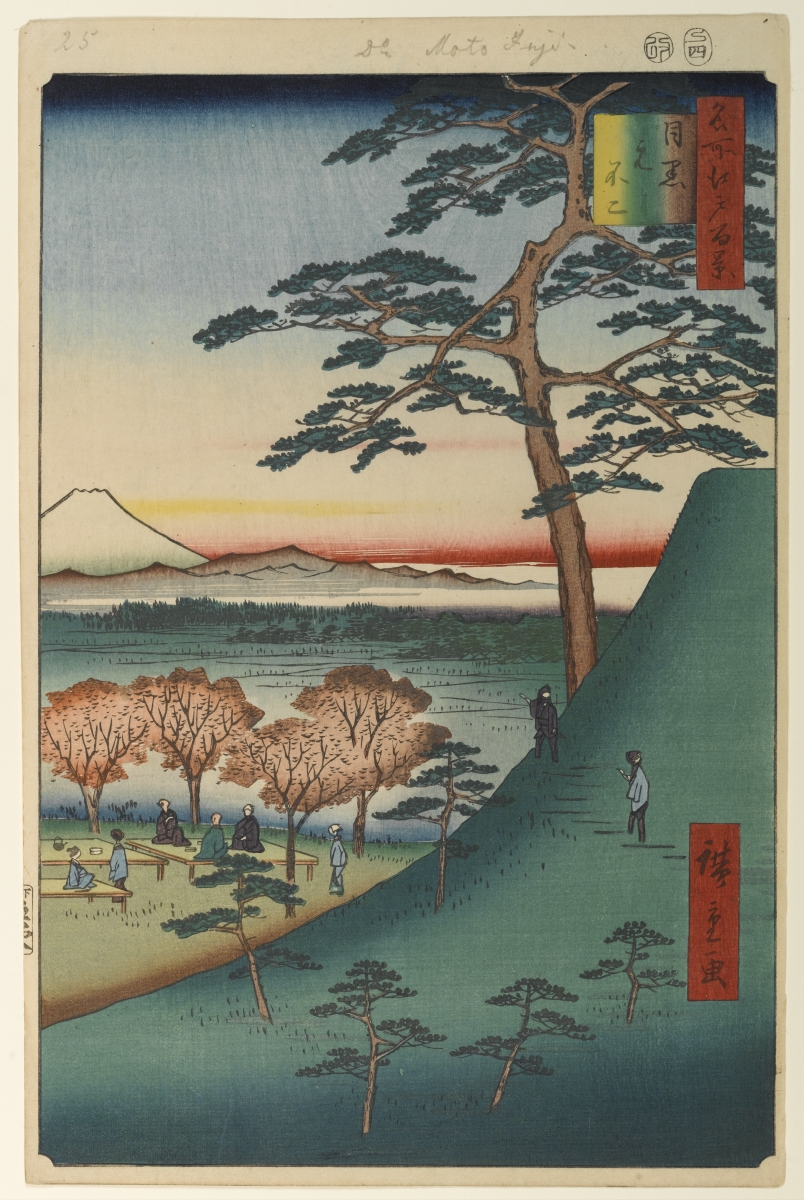
名所江戸百景にみる目黒元不二

江戸時代、富士山を対象とした民間信仰が広まった。人々は富士講なる集まりを作り、富士山に登頂したほか、身近な所に富士山を模した「富士塚」を築き、祠を作った。
目黒区内では現在の上目黒1-8付近に文化9年（1812年）に築かれたものがあり、高さは12メートルあった（目黒富士）。文政2年（1819年）には現在の中目黒2-1にも新しく富士塚が築かれたことから、上目黒にある方を「元富士」と呼び、中目黒に造られた方を「新富士」と呼んだ。いずれの富士塚も歌川広重の「名所江戸百景」に描かれた名所であった。
元富士は、1878年（明治11年）に同地が岩倉具視の別邸となった際に石祠や石碑類が上目黒氷川神社に移され、浅間神社も同神社内に遷座した。塚の場所はその後根津嘉一郎邸となり、1939年（昭和14年）の改築の際に破壊された。新富士も1959年（昭和34年）に取り壊された。
その後、1977年（昭和52年）に上目黒氷川神社内の一角が新たな「目黒富士」とされ、毎年7月には山開きの例祭が行われている。

## 境内社
- 氷川稲荷大明神
- 富士浅間神社
ご祭神は木花咲耶姫命。かつて歌川広重が描いた目黒元富士の頂上に奉られていた。

## アクセス
- 東急田園都市線・池尻大橋駅徒歩約5分
- 拝観は無料。

## 参考資料
- ねこの足あと
- 目黒区教育委員会編『めぐろの文化財』（2010年3月31日発行）135-136頁・174頁